# Gnetum pendulum
Gnetum pendulum C.Y.Cheng – gatunek rośliny z rodziny gniotowatych (Gnetaceae Blume). Występuje naturalnie w Chinach – w Kuangsi, południowo-wschodnim Kuejczou, południowo-wschodnim Tybecie oraz południowym Junnanie. 

## Morfologia
PokrójWiecznie zielone, zdrewniałe liany. Kora ma brązowoszarawą barwę.
LiścieMają kształt od podłużnego do podłużnie owalnego. Mierzą 10–18 cm długości i 4–7 cm szerokości. Są skórzaste. Blaszka liściowa jest o nasadzie od zaokrąglonej do klinowej i wierzchołku od ostrego do spiczastego. Ogonek liściowy jest nagi i dorasta do 15 mm długości.
KwiatySą jednopłciowe, zebrane w szyszki przypominające kłosy. Oś szyszki jest nierozgałęziona. Kwiaty męskie zebrane są po 45–70, z 14–16 płonnymi kwiatami żeńskimi, mierzą do 1–1,5 cm długości. Kwiaty żeńskie zebrane są po 10–12.
NasionaJako roślina nagonasienna nie wykształca owoców. Nasiona mają elipsoidalny kształt i osiągają 30–40 mm długości.

## Biologia i ekologia
Roślina dwupienna. Rośnie w wiecznie zielonych lasach, na wysokości do 2100 m n.p.m.